# Millepensee
Millepensee Inc. (jap. 株式会社ミルパンセ Kabushiki-gaisha Mirupanse) – japońskie studio animacji z siedzibą w Nishitōkyō, założone w 2013 roku przez producentkę Naoko Shiraishi. 
10 lutego 2020 roku ogłoszono, że Millepensee nawiązało współpracę z Sanzigen w celu utworzenia studia animacji 3DCG – IXIXI. 

## Produkcje

### Seriale telewizyjne
| Rok  | Tytuł                                                                                  | Reżyser(zy)                | Liczba odcinków | Uwagi                                                                                              | Przypisy    |
| ---- | -------------------------------------------------------------------------------------- | -------------------------- | --------------- | -------------------------------------------------------------------------------------------------- | ----------- |
| 2015 | Takamiya Nasuno desu!                                                                  | Shin Itagaki               | 12              | Na podstawie mangi autorstwa Roots i Piyo.                                                         | [ 3 ]       |
| 2015 | Teekyu                                                                                 | Shin Itagaki               | 75              | Na podstawie mangi autorstwa Roots i Piyo. Odcinki 37–108.                                         | [ 3 ]       |
| 2016 | Usakame                                                                                | Shin Itagaki               | 12              | Na podstawie mangi autorstwa Roots i Jūzō Kirisawy.                                                | [ 4 ]       |
| 2016 | Berserk                                                                                | Shin Itagaki               | 24              | Na podstawie mangi autorstwa Kentarō Miury. Sequel Berserk: Ōgon jidai-hen. We współpracy z GEMBA. | [ 5 ] [ 6 ] |
| 2017 | Wake Up, Girls!                                                                        | Shin Itagaki               | 13              | Własna twórczość (na podstawie franczyzy).                                                         | [ 7 ]       |
| 2019 | Cop Craft                                                                              | Shin Itagaki               | 12              | Na podstawie light novel autorstwa Shōjiego Gatō.                                                  | [ 8 ]       |
| 2021 | So I’m a Spider, So What?                                                              | Shin Itagaki               | 24              | Na podstawie light novel autorstwa Okiny Baby.                                                     | [ 9 ]       |
| 2023 | I Got a Cheat Skill in Another World and Became Unrivaled in the Real World, Too       | Shin Itagaki Shingo Tanabe | 13              | Na podstawie light novel autorstwa Miku.                                                           | [ 10 ]      |
| 2025 | Okitsura: Fell in Love with an Okinawan Girl, but I Just Wish I Know What She’s Saying | Shin Itagaki Shingo Tanabe | 12              | Na podstawie mangi autorstwa Egumi Sory.                                                           | [ 11 ]      |
| 2025 | Kimi to koete koi ni naru                                                              | Shin Itagaki Hiromi Kimura | nieznana        | Na podstawie mangi autorstwa Chihiro Yuzuki.                                                       | [ 12 ]      |

### OVA/ONA
| Rok  | Tytuł                 | Reżyser(zy)  | Liczba odcinków | Uwagi        |
| ---- | --------------------- | ------------ | --------------- | ------------ |
| 2015 | Takamiya Nasuno desu! | Shin Itagaki | 1               |              |
| 2015 | Teekyu                | Shin Itagaki | 11              | Odcinki 5–15 |

### Filmy
| Rok  | Tytuł                             | Reżyser(zy)     | Uwagi                                                            | Przypisy |
| ---- | --------------------------------- | --------------- | ---------------------------------------------------------------- | -------- |
| 2015 | Wake Up, Girls! Seishun no kage   | Yutaka Yamamoto | Sequel Wake Up, Girls!. We współpracy z Ordet.                   | [ 13 ]   |
| 2015 | Wake Up, Girls! Beyond the Bottom | Yutaka Yamamoto | Sequel Wake Up, Girls! Beyond the Bottom. We współpracy z Ordet. | [ 13 ]   |